# Vínculo materno

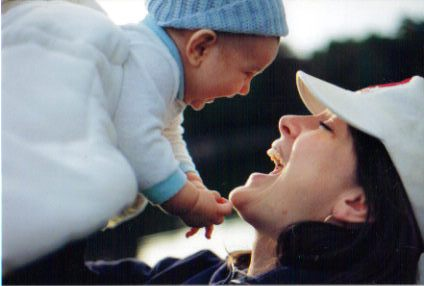
Uma mulher humana com seu bebê.

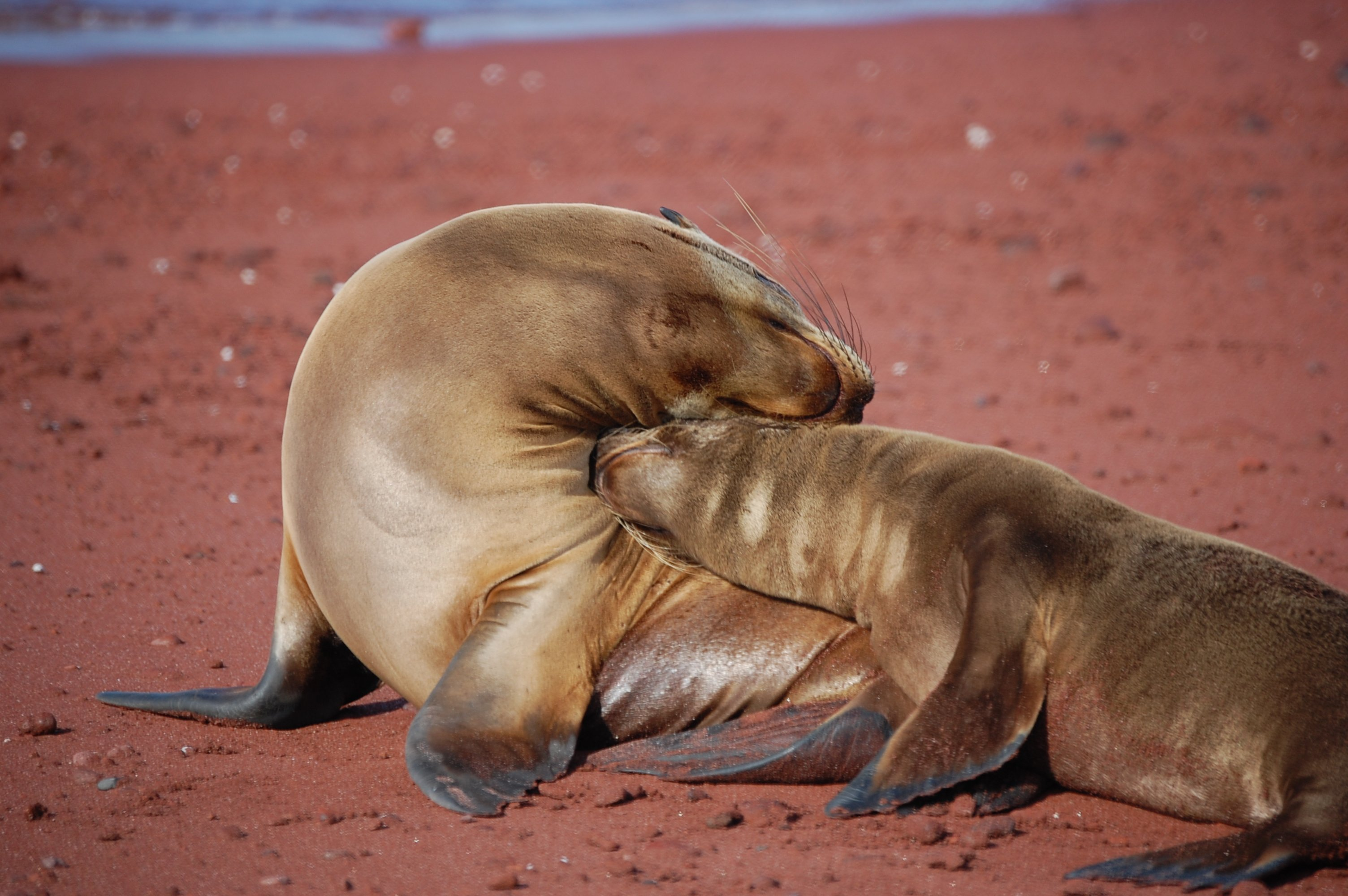
Uma fêmea leão marinho com sua cria.

O vínculo materno é a relação entre uma mãe e seu filho. Embora normalmente associado à gravidez e ao parto, um vínculo materno também pode se desenvolver nos casos em que a criança não tem parentesco, como uma adoção. Tanto os fatores físicos quanto os emocionais influenciam o processo de vinculação mãe-filho. No transtorno de ansiedade de separação, a criança fica com medo e nervosa quando está longe de um ente querido, geralmente um dos pais ou outro cuidador. As novas mães nem sempre experimentam amor instantâneo por seus filhos. Em vez disso, o vínculo pode se fortalecer com o tempo. Os vínculos podem levar horas, dias, semanas ou meses para se desenvolver.
O amor materno é um sentimento que a mãe sente por seus filhos e que contribui para a vinculação da díade mãe e filho. Esse sentimento é muitas vezes considerado como motor das atenções da mãe cuidando da proteção física e moral e da educação de seus filhos. O amor materno levantou questões sobre sua natureza, seu caráter instintivo e sua variabilidade entre as sociedades; questões que cientistas e historiadores tentaram responder com diferentes abordagens.
O instinto materno é comumente falado em animais, mas também em seres humanos, embora haja objeções ao uso da palavra este último. Esse termo se refere às reações instintivas de uma mãe com sua cria, notável nos mamíferos. O laço físico e emocional pode ser criado ainda na gravidez ou nas horas, dias ou até meses subsequentes. Este laço também é observado em casos de adoção.

## Abordagem científica

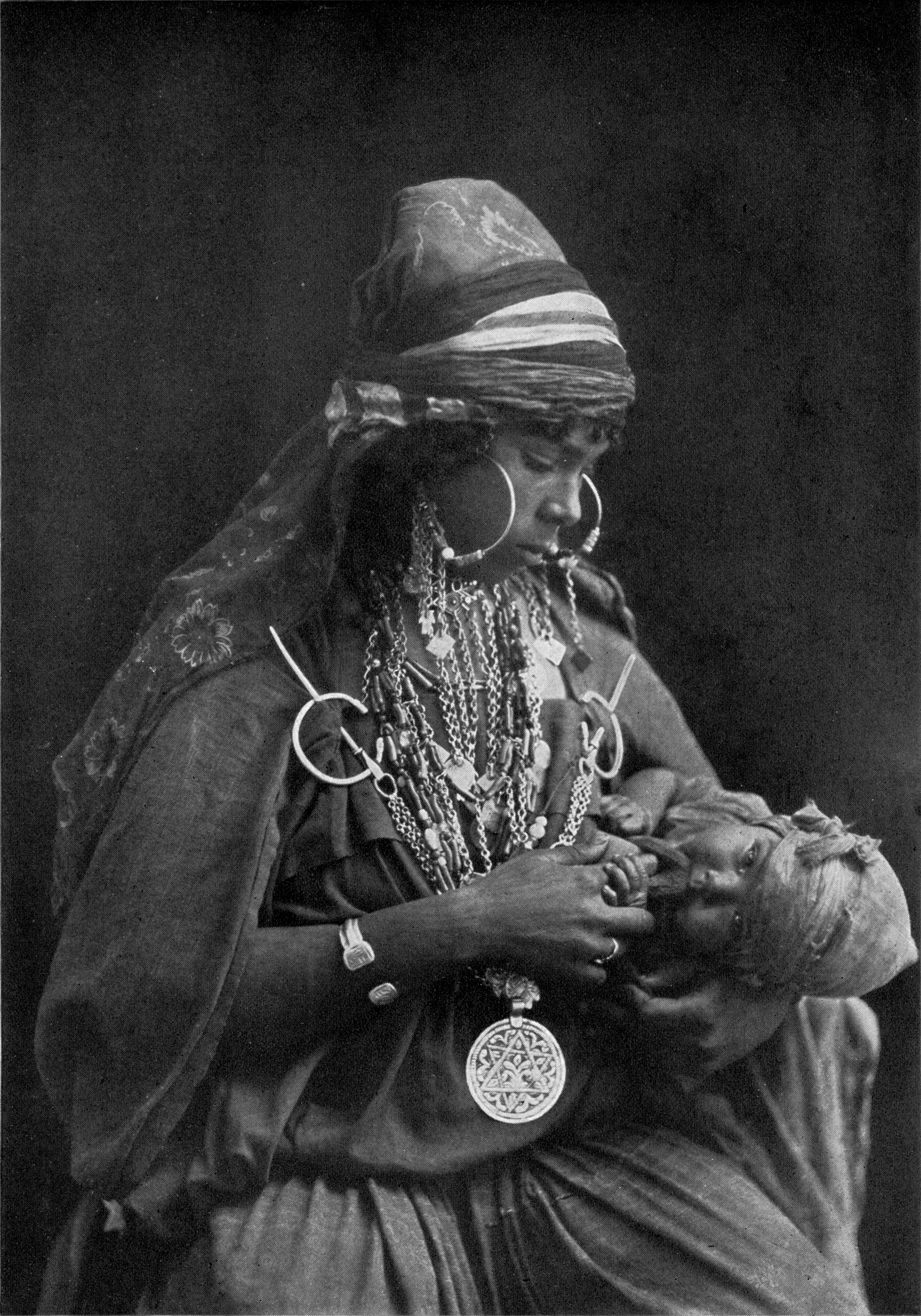
Mãe beduína e seu filho

Nos humanos, a psicologia científica se interessou primeiro pelo fenômeno do apego entre a criança e a mãe, e especialmente do ponto de vista da criança e seu desenvolvimento psicológico subsequente. O amor é um sentimento e o estudo científico dos sentimentos humanos (como objeto de estudos experimentais) desenvolveu-se historicamente, posteriormente, com o desenvolvimento da neurociência afetiva.
Cientistas, principalmente nas áreas de pesquisa médica (especialmente neurobiologia) e etologia, estudaram e ainda estudam o vínculo materno, suas origens e suas modalidades, registrando o comportamento, o metabolismo e a atividade cerebral das mães em situações que envolvem sua relação com seu filho, no âmbito dos protocolos de estudo.
Também é comumente referido como instinto materno, mas há objeções ao uso da palavra "instinto", especialmente no contexto do  humano, que pode ser considerado como uma transposição da noção de instinto materno animal.
Em 2020, a neurobióloga Catherine Dulac recebeu o Prêmio Breakthrough por sua descoberta de "neurônios de instinto parental" em camundongos.

### Gravidez
O vínculo materno entre uma mulher e seu filho biológico geralmente começa a se desenvolver durante a gravidez. A fêmea grávida adapta seu estilo de vida para atender às necessidades do bebê em desenvolvimento. Por volta de 18 a 25 semanas, a mãe começa a sentir o feto se movendo. Semelhante a ver seu filho pela primeira vez em uma ultrassonografia, essa experiência normalmente leva a mãe a se sentir mais apegada ao filho. O feto em desenvolvimento tem alguma consciência dos batimentos cardíacos e da voz da mãe e tem a capacidade de responder ao toque ou movimento. No sétimo mês de gravidez, dois terços das mulheres relatam um forte vínculo materno com o feto.
Algumas mães que não queriam a gravidez podem não ter uma relação próxima com a criança. Elas são mais propensas a sofrer de depressão pós-parto ou outros problemas de saúde mental e menos propensas a amamentar.

### Parto
O parto é uma experiência que pode fortalecer o vínculo mãe-filho. Fatores como parto traumático ou não vaginal, separação emocional ou física da mãe, problemas de infância da mãe, estresse médico, falta de apoio e influência do cônjuge ou companheiro ou até mesmo características comportamentais do bebê, como temperamento difícil, não ser saudável ou ter problemas de sono, podem tornar o vínculo mais difícil ou enfraquecê-lo, a ponto de um "vínculo pobre". A teoria da vinculação emocional apareceu pela primeira vez em meados da década de 1970, e na década de 1980 tornou-se um fenômeno aceito. Logo, o processo passou a ser analisado e escrutinado a ponto de criar outro termo–vínculo pobre.

### Teoria do apego
A teoria do apego é um campo da psicologia que lida com um aspecto específico das relações entre os seres humanos. Seu princípio básico é que uma criança pequena precisa, para um desenvolvimento social e emocional normal, desenvolver uma relação de apego com pelo menos uma pessoa que lhe forneça cuidados consistentes e contínuos ("cuidador"). Esta teoria foi formalizada pelo psiquiatra e psicanalista John Bowlby após o trabalho de Winnicott, Konrad Lorenz e Harry Harlow. É nesse sentido que se pode dizer que o apego é essencial para o desenvolvimento psicológico da criança. Mary Ainsworth elaborou a pesquisa de Bowlby e desenvolveu uma abordagem para observar o apego de uma criança a um cuidador (a técnica da situação estranha).
Durante o período de desenvolvimento do apego em uma criança, ocorrem processos cognitivos que são de importância central para a formação do comportamento interpessoal no futuro. Formam-se modelos de funcionamento mental do objeto de apego, da relação com esse objeto e do modelo de self nessas relações. A principal função dos modelos é prever o comportamento das pessoas que são figuras de apego, ou seja, sua disponibilidade e disposição para fornecer ajuda e proteção quando tal ajuda é desejada. Além disso, essas representações cognitivas básicas se generalizam ao longo do tempo para incluir outras pessoas também. Torna-se uma espécie de sinalização para moldar o comportamento interpessoal de um indivíduo ao longo de sua vida.

### Ocitocina
A importância de um hormônio, a oxitocina, na gênese dos comportamentos maternos, tem sido evidenciada por diversos estudos em humanos e outros mamíferos (a estrutura da oxitocina é a mesma em todos os mamíferos), o que credencia a tese da instintividade desses comportamentos. Um dos vetores privilegiados do vínculo materno e seu estudo é, portanto, a amamentação; está comprovado que esse ato, que pode parecer bastante comum e natural, é na verdade palco de processos biológicos e psicológicos complexos, envolvendo esse hormônio cujas propriedades exatas ainda são pouco compreendidas. Sabe-se, por exemplo, que durante a amamentação, quando o lactente pressiona o mamilo, uma grande dose de ocitocina é secretada pelo hipotálamo que, graças aos efeitos vasoconstritores dessa molécula, permite uma extração mais fácil do leite, porém a ocitocina também tem uma ação importante sobre os mecanismos psíquicos relacionados à confiança, calma e, portanto, desempenha um papel importante na vinculação da mãe ao filho. A produção de ocitocina durante o parto e a lactação aumenta a atividade parassimpática. Assim, a ansiedade é teoricamente reduzida. Diz-se que a circulação materna de ocitocina predispõe as mulheres a se relacionarem e mostrarem um comportamento de vínculo. O toque, a resposta e o olhar mútuo durante a amamentação também é dito como promovendo vínculo.
Um estudo sugeriu que as vocalizações emitidas pela mãe para o filho são reconhecidas pelo bebê. Induzem processos hormonais complexos influenciando em particular o apego mãe-filho e o comportamento do bebê envolvendo a ocitocina (uma criança estressada, consolada pela única voz de sua mãe, ativaria um processo hormonal semelhante ao que recebe atenção física. A produção de ocitocina seria ativada pela voz na espécie humana, enquanto no rato é necessário o contato físico).

#### Efeitos colaterais morais
Um estudo de 2014 afirmou que a oxitocina promove a desonestidade quando o resultado favorece os grupos intimamente ligados aos quais um indivíduo pertence. Um exemplo real desse efeito pode ser visto quando os pais mentem sobre seu endereço para obter admissão em escolas melhores para seus filhos.

### Ansiedade da separação materna
A partir dos 9-10 meses de idade, quando os bebês começam a engatinhar e, em seguida, quando começam a andar por volta dos 12 meses de idade, eles começam a desenvolver capacidades de explorar fisicamente o mundo longe de sua mãe. Essas capacidades trazem consigo ansiedade de separação à medida que o bebê se torna mais vulnerável longe da mãe. Esse desenvolvimento motor recém-adquirido acompanha a curiosidade intelectual, o desenvolvimento cognitivo e de linguagem dos bebês à medida que eles começam a apontar e nomear, e atendem em conjunto com as mães ao seu ambiente a partir dos 9-10 meses. A maioria dos pais dá as boas-vindas a essas explorações e a essa maior independência. No entanto, no contexto de depressão materna, trauma ou vínculo perturbado no início de sua vida, algumas mães têm dificuldade significativa em tolerar a exploração e/ou a ansiedade do bebê.

Essa ansiedade aumenta quando bebês e crianças pequenas se sentem ameaçados ou referenciam socialmente suas mães para tranquilização. Pesquisas afirmam que mães, por exemplo, com histórias de exposição à violência e estresse pós-traumático mostram menos atividade no córtex pré-frontal medial, uma área do cérebro que ajuda a moderar e contextualizar as respostas de medo e, portanto, provavelmente são incapazes de extinguir suas próprias respostas de medo ao assistir a uma cena de separação mãe-bebê gravada em vídeo de uma imagem por ressonância magnética em um scanner.